# George Chestnut
George Wallace Chestnut (Odon, 27 settembre 1911 – Warren, 18 settembre 1983) è stato un cestista statunitense, professionista nella NBL.

## Carriera
Giocò per due stagioni nella NBL, disputando complessivamente 33 partite con 5,5 punti di media.